# Groupe scolaire Paul-Doumer
Le groupe scolaire Paul-Doumer est un bâtiment scolaire situé dans la ville de La Rochelle en Charente-Maritime.

## Situation
L'édifice est situé au 19 rue Gaston-Périer à La Rochelle, dans le département de la Charente-Maritime.

## Histoire
Les bâtiments sont édifiés en 1934 par la municipalité pour le quartier Saint-Éloi. Le groupe scolaire sera achevé 18 mois plus tard, puis agrandi en 1953.
L'ensemble des bâtiments constituant le groupe scolaire, en totalité est inscrit au titre des monuments historiques par arrêté du 12 février 2002.

## Description
Le bâtiment est composée par une ossature en béton armé remplie d'une double cloison de briques. Il est également recouvert à l'origine d'un jetis tyrolien ocre. L'apparence de l'édifice est celle d'une maçonnerie traditionnelle. En effet, elle est composée de formes épaisses, massives et opaques, soulignées par des bandeaux et des corniches débordantes. La façade sur rue montre un certain hiératisme, particulièrement dans la composition pyramidale du porche d'entrée.